# Tonsprache (Musik)
Der Begriff Tonsprache wird in der Musik auf viererlei Art gebraucht:
- als Synonym für den Begriff „musikalische Sprache“;
- seltener als Synonym im Allgemeinen für Musik; die Musik verfügt über ein Alphabet (die Töne), eine Grammatik (in der klassischen Musik in den Regeln des Kontrapunktes, der Harmonie- und der Formenlehre, später in neuen Regeln wie etwa bei der Dodekaphonie definiert), darüber hinaus gibt es in der Musik Inhalte und individuellen Ausdruck;
- in der Programmmusik, in der sich die Musik auf außermusikalische (meist literarische) Inhalte bezieht, in diesem Zusammenhang wird oft von Tonsprache (auch Tonmalerei) gesprochen;
- der individuelle Stil, an dem geübte Hörer einen Komponisten erkennen, wird als „individuelle Tonsprache“ bezeichnet; sie kann sich im Rahmen eines Allgemeinstiles einer Epoche manifestieren oder (nach ca. 1900) als völlig selbstständige Erscheinung, da ab dieser Zeit von einem alles umfassenden epochalen Allgemeinstil keine Rede mehr sein kann.